# 大島康邦
大島 康邦（おおしま やすくに、1938年6月8日 - ）は元バスケットボール選手。

## 略歴
1938年、新潟県生まれ。新潟市立鳥屋野中学校に入学し、バスケットボールを始める。新潟県立新潟南高等学校3年のとき、県大会決勝まで進む。新潟県立新発田商工高等学校を相手にチームの総得点51点のうち32点を入れたものの、惜敗。
1957年、立教大学に進学。立教大学の黄金時代を担うプレーヤーとなり、主将を務めた4年時には1960年ローマオリンピック大会の代表に選出される。
1961年日本鉱業に入社し、9シーズンプレー。日本鉱業の黄金時代のプレーヤーであり、オールジャパン4連覇のメンバーである。
引退後は、ペルー・フィリピンに駐在。

## 経歴
- 新潟県立新潟南高等学校 （1954-1957）
- 立教大学（1957-1961）
  - 全日本総合バスケットボール選手権大会　準優勝1回
  - 全日本学生バスケットボール選手権大会　優勝1回
  - 関東学生選手権大会　優勝2回・準優勝1回
  - 関東学生リーグ戦　優勝2回・準優勝1回
- 日本鉱業（1961-1970）
  - 全日本総合バスケットボール選手権大会　優勝5回・準優勝4回
  - 全日本実業団バスケットボール選手権大会　優勝5回・準優勝2回
  - 関東実業団選手権大会　優勝4回・準優勝4回
  - 関東実業団リーグ戦　優勝2回・準優勝5回
- 日本代表（1960-1963）
  - 1960年 第1回バスケットボールアジア選手権（マニラ・銅メダル）、第17回オリンピック大会（ローマオリンピック）
  - 1961年 ユニバーシアード大会（ソフィア）
  - 1962年 アジア競技大会（ジャカルタ・準優勝）
  - 1963年 第4回世界選手権（リオデジャネイロ）

## エピソード
- 立教大学4年のとき、主将として関東学生バスケットボールリーグで優勝を果たした。このときチームメンバーと酒抜きの打ち上げパーティーに参加したが、パーティーに呼ばれなかったコーチが「酒を飲むヤツは使わない」として、その年の残りの試合全てでベンチ入り禁止となった。当時の状況を知る人の話によると、コーチは大島の選手としての才能に嫉妬していたらしい。主将を欠いた立教大学は、この年の全日本総合バスケットボール選手権大会で惨敗する。
- 63歳のとき、ジャパンエナジー本社チームのメンバーとして、関東実業団リーグ（3部）に出場。自分よりも40歳若い選手をワンプレーで3人抜いて得点するなど、7分出場して7得点している。70歳を迎えようとしているが、現在でも神奈川県・横浜のクラブチーム「ジョニーズパパ」の現役選手である。
- 2008年、バスケットボール指導書「オレ流のバスケットボール」を執筆。